# 水越 (八尾市)
水越（みずこし）は、大阪府八尾市の地名。現行行政地名は水越一丁目から水越八丁目。住居表示は未実施。
現住所表記に変更される前は全域が大字水越だった地域で、現在の西高安町1丁目のほぼ全域も含まれていた。

## 歴史
令制国一覧 > 畿内 > 河内国 > 高安郡 > 水越村
寛正元年（1460年）、当時若江城に居た畠山義就が、大和国龍田に陣を置いた畠山政長を攻撃しようとしたときにこの地にある松の馬場から二手に分かれて龍田に向かい、神南山の合戦となっている。
正保郷帳の写しとされる河内国一国村高控帳によると江戸時代の石高は302石余。江戸時代以降、幾度か支配者が変わり、寛文9年に淀藩領となり幕末に至っている。明治以降の市町村制施行で北高安村の大字となり、現住所表記施行時に西側の一部が西高安町となる。

## 地理
町内のいちばん西を大阪外環状線が通り、その東を東高野街道が通る。東の山中は神立地区となる。

## 世帯数と人口
2020年（令和2年）3月31日現在（八尾市発表）の世帯数と人口は以下の通りである。
| 丁目       | 世帯数  | 人口  |
| ---------- | ------- | ----- |
| 水越一丁目 | 74世帯  | 88人  |
| 水越二丁目 | 36世帯  | 101人 |
| 水越三丁目 | 40世帯  | 86人  |
| 水越四丁目 | 44世帯  | 80人  |
| 水越五丁目 | 40世帯  | 103人 |
| 水越六丁目 | 55世帯  | 105人 |
| 水越七丁目 | 27世帯  | 70人  |
| 水越八丁目 | 74世帯  | 178人 |
| 計         | 390世帯 | 811人 |

### 人口の変遷
国勢調査による人口の推移。
| 1995年（平成7年）  | 1,033人 | [ 5 ] |  |
| 2000年（平成12年） | 1,012人 | [ 6 ] |  |
| 2005年（平成17年） | 941人   | [ 7 ] |  |
| 2010年（平成22年） | 899人   | [ 8 ] |  |
| 2015年（平成27年） | 823人   | [ 9 ] |  |

### 世帯数の変遷
国勢調査による世帯数の推移。
| 1995年（平成7年）  | 344世帯 | [ 5 ] |  |
| 2000年（平成12年） | 334世帯 | [ 6 ] |  |
| 2005年（平成17年） | 293世帯 | [ 7 ] |  |
| 2010年（平成22年） | 314世帯 | [ 8 ] |  |
| 2015年（平成27年） | 294世帯 | [ 9 ] |  |

## 学区
市立小・中学校に通う場合、学区は以下の通りとなる（2020年5月時点）。
| 丁目       | 番   | 小学校             | 中学校             |
| ---------- | ---- | ------------------ | ------------------ |
| 水越一丁目 | 全域 | 八尾市立高安小学校 | 八尾市立高安中学校 |
| 水越二丁目 | 全域 | 八尾市立高安小学校 | 八尾市立高安中学校 |
| 水越三丁目 | 全域 | 八尾市立高安小学校 | 八尾市立高安中学校 |
| 水越四丁目 | 全域 | 八尾市立高安小学校 | 八尾市立高安中学校 |
| 水越五丁目 | 全域 | 八尾市立高安小学校 | 八尾市立高安中学校 |
| 水越六丁目 | 全域 | 八尾市立高安小学校 | 八尾市立高安中学校 |
| 水越七丁目 | 全域 | 八尾市立高安小学校 | 八尾市立高安中学校 |
| 水越八丁目 | 全域 | 八尾市立高安小学校 | 八尾市立高安中学校 |

## 事業所
2016年（平成28年）現在の経済センサス調査による事業所数と従業員数は以下の通りである。
| 丁目               | 事業所数 | 従業員数 |
| ------------------ | -------- | -------- |
| 水越一丁目         | 24事業所 | 358人    |
| 水越二丁目         | 5事業所  | 74人     |
| 水越三丁目         | 16事業所 | 62人     |
| 水越四丁目         | 13事業所 | 63人     |
| 水越五丁目         | 8事業所  | 30人     |
| 水越六丁目         | 4事業所  | 15人     |
| 水越七丁目・八丁目 | 6事業所  | 14人     |
| 計                 | 76事業所 | 616人    |

## 施設
- 都夫久美神社
玉祖神社への参道の途中にある式内社。創立の年代は未詳で現在の祭神は宇麻志麻治命。水越地区の氏神で物部氏の一族積組連の祖神を祀ったとされる。明治40年（1907年）12月6日に一旦玉祖神社に合祀され、1974年（昭和49年）10月13日に旧地に社澱を新築・復興した。
- 高安中学校
中学校の北側に「高安松の馬場」と呼ばれる通りがあり、東高野街道脇に鳥居が立ち、神立地区にある玉祖神社への参道となっている。かつては松の並木が続いていたが現存しない。
- 北高安小学校

## その他

### 日本郵便
- 郵便番号 : 581-0856[2]（集配局：八尾郵便局[12]）。